# Tobiášův vrch
Tobiášův vrch (německy Tobiaschberg) je nízké nezalesněné návrší v západní části Českého středohoří. Nachází se uprostřed polí asi jedenáct kilometrů severně od Loun a deset kilometrů jižně od Bíliny poblíž vesnice Kozly. Celý vrch je chráněn jako přírodní památka se vzácnou teplomilnou stepní květenou, která je typická pro tuto část Českého středohoří. K vrchu nevede žádná turisticky značená trasa.

## Přírodní poměry
Chráněné území měří 3,4353 hektaru, nachází se v nadmořské výšce 320–354 metrů v katastrálním území Kozly u Loun a je součástí chráněné krajinné oblasti České středohoří. Rozloha vyhlášeného ochranného pásma je 0,0186 hektaru.

### Abiotické faktory
V geomorfologickém členění lokalita leží v Českém středohoří v podcelku Milešovské středohoří a okrsku Bečovské středohoří. Neovulkanický suk z leucitického augititu zde prorazil vypreparovanou výplň z bazaltické brekcie sopečného přívodového kanálu (diatremy), která je obklopena svrchnokřídovými slínovci a vápnitými jílovci. Na horninovém podloží se vyvinul půdní typ pararendzina modální.

### Flóra
Vrch představuje dochovaný drobný fragment stepního ekosystému v okolní kulturní krajině. Jeho ochrana zajišťuje zachování rostlinných společenstev kontinentálních stepí. Na Tobiášově vrchu je velmi dobře patrná zonace stepních společenstev.
Na jižním svahu je dobře vyvinutá květnatá kavylová step. Roste zde kavyl sličný (Stipa pulcherrima), kavyl Ivanův (Stipa pennata), hlaváček jarní (Adonis vernalis), modřenec tenkokvětý (Muscari tenuiflorum), pelyněk pontický (Artemisia pontica), sesel fenyklový (Seseli hippomarathrum) a mateřídouška panonská (Thymus pannonicus). Dále k západu se rozšiřují hlavně rostliny společenstva kostřavy walliské (Festuca valesiaca) s koniklcem lučním českým (Pulsatilla pratensis subsp. bohemica) a kriticky ohroženým koniklcem otevřeným (Pulsatilla patens), který zde roste jako na jediné lokalitě v okrese Louny a jedné z mála v celých severních Čechách. Uvedené dva druhy konikleců se zde i kříží a byl zde také nalezen jejich vzácný kříženec. Severní svah zarůstá náletem plevelných dřevin a tak je nutné pravidelně provádět asanační zásahy – vysekávat a vyřezávat nežádoucí vegetaci. Na volných prostranstvích lze najít prvosenku jarní (Primula veris), kozinec cizrnovitý (Astragalus cicer), zvonek klubkatý (Campanula glomerata) a violku vonnou (Viola odorata).

## Galerie

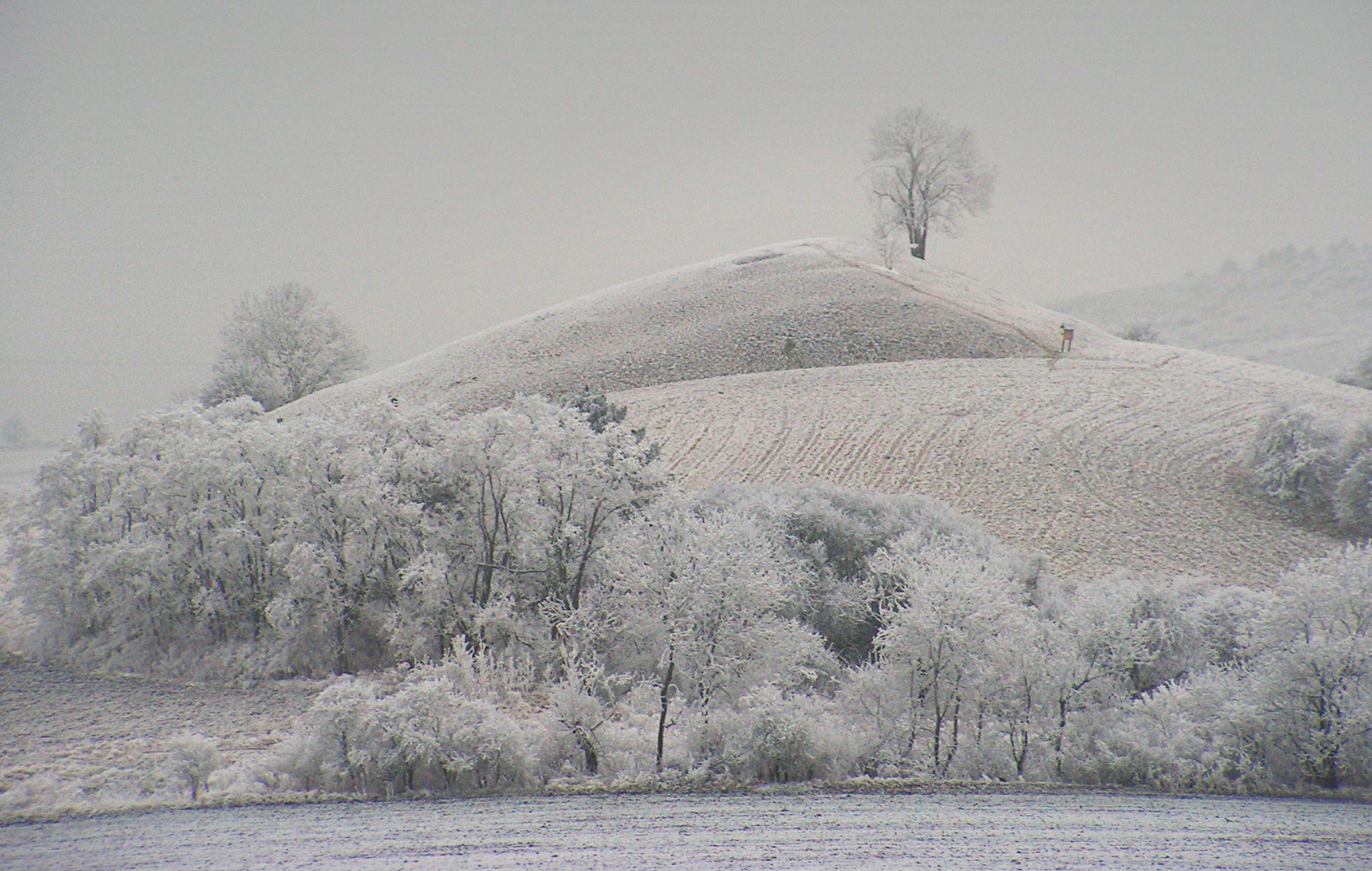
Tobiášův vrch
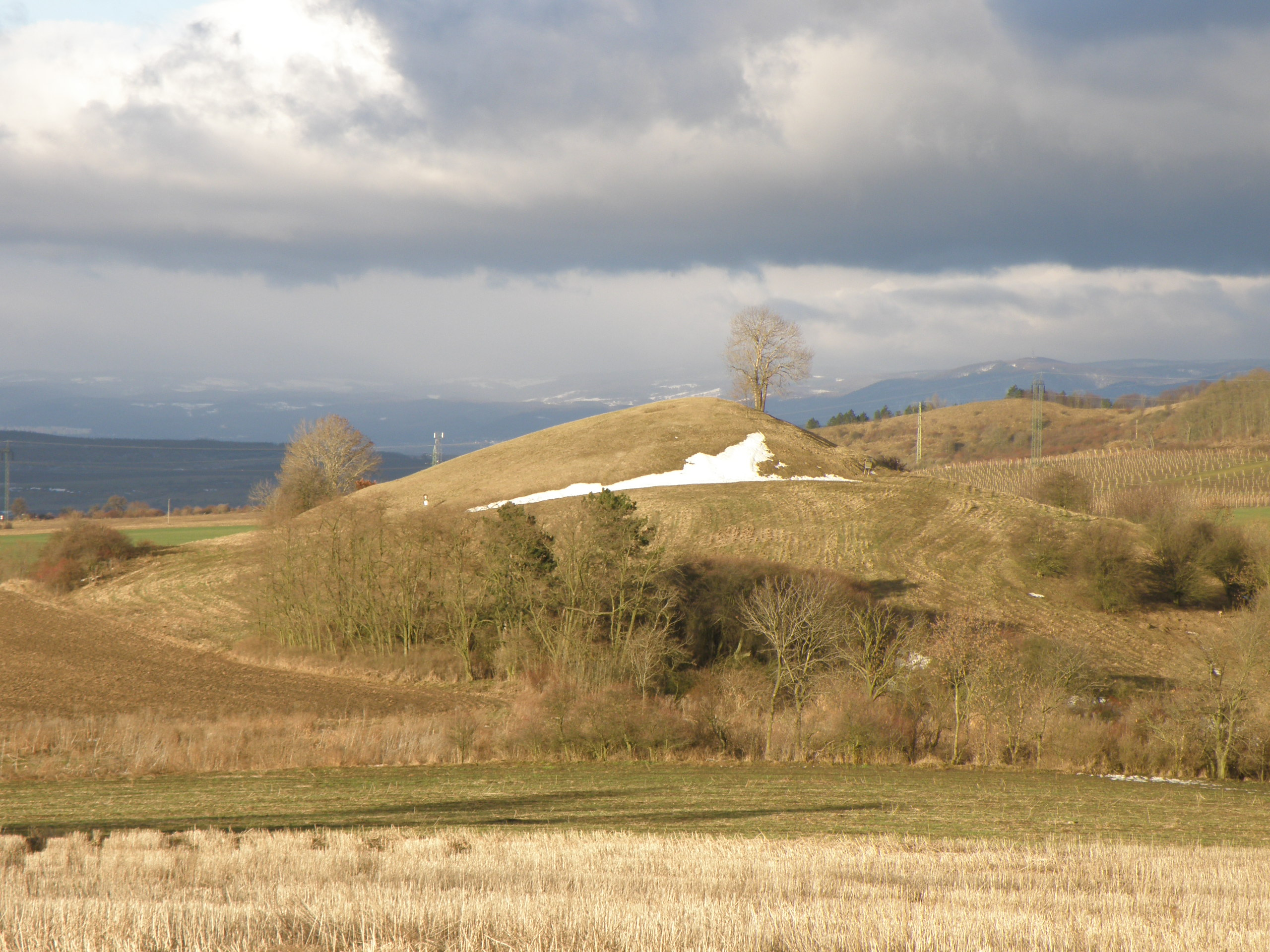
Pohled z jihu
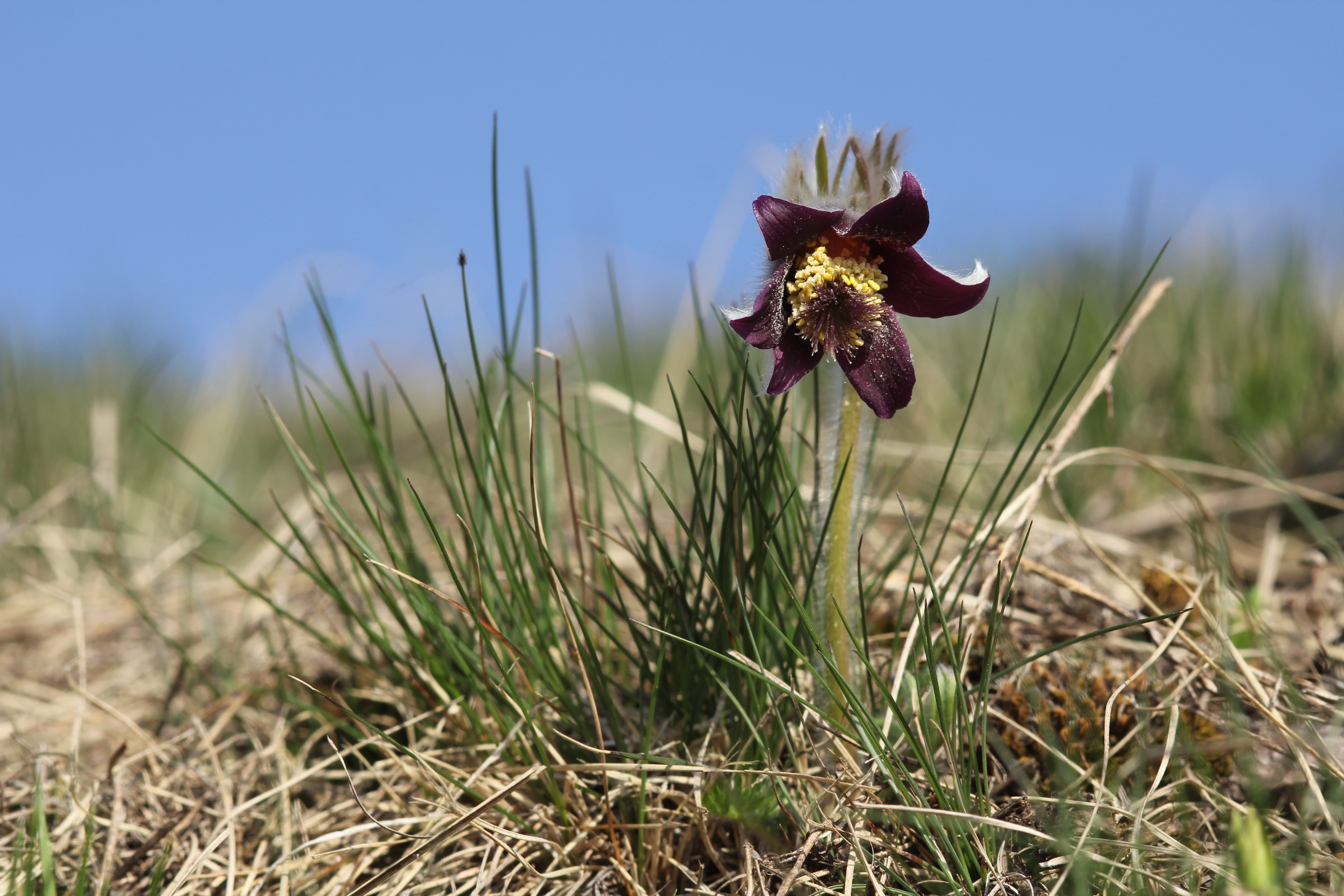
Koniklec luční český
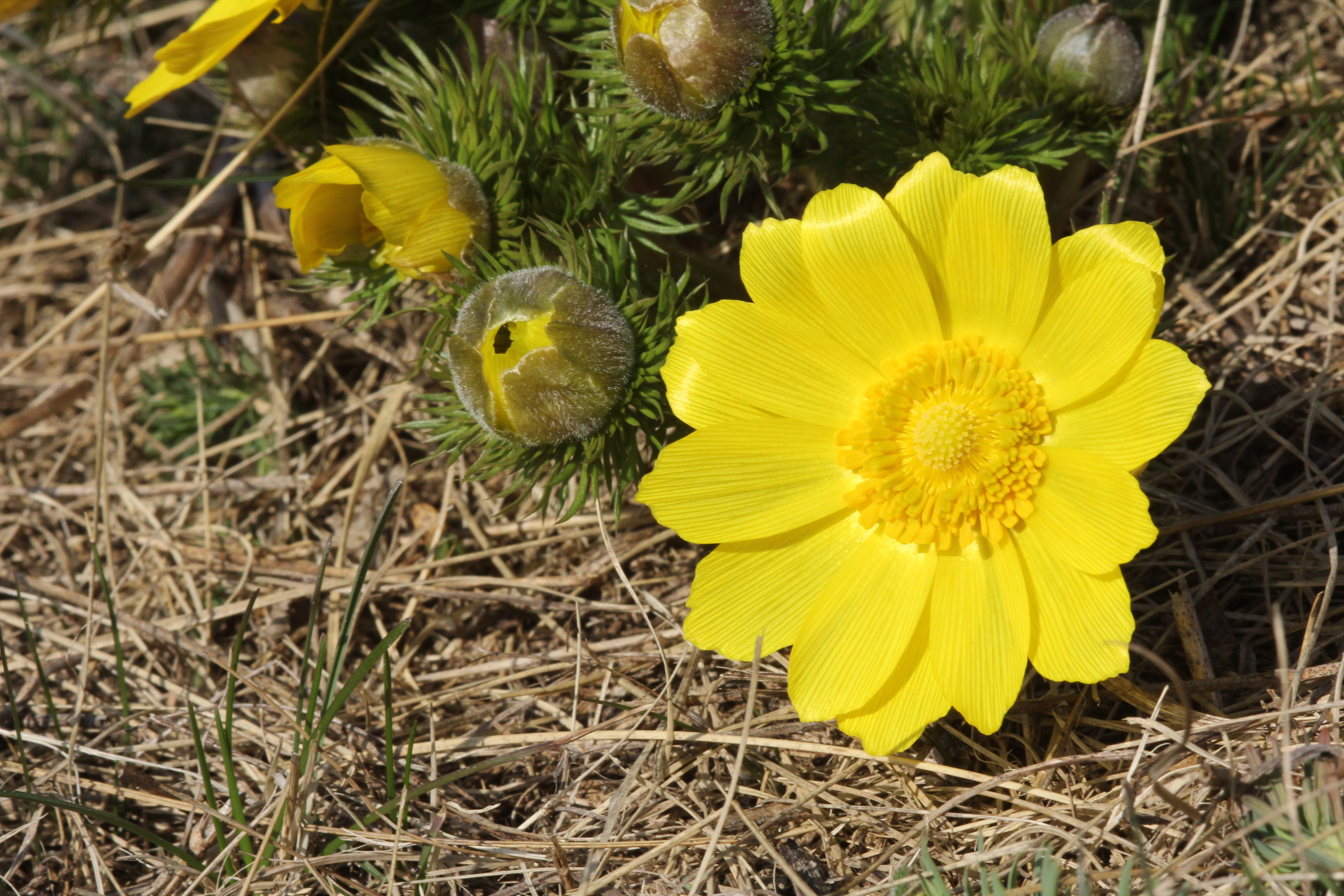
Hlaváček jarní